# Rafael Landry Tanubrata
Rafael Tan (nacido en Garut, Java Occidental, 16 de noviembre de 1986) es un cantante pop y r&b, hombre de negocios, actor y bailarín hip hop, presentador,  jazz y freestyle Indonesia. Forma parte de una banda musical llamada SM*SH.

## Filmografía

### Televisión
| Año  | Título              | Personaje |
| ---- | ------------------- | --------- |
| 2011 | Cinta Cenat Cenut   | Rafael    |
| 2012 | Cinta Cenat Cenut 2 | Rafael    |
| 2013 | Cinta Cenat Cenut 3 |           |

## Discografía

### Con SM*SH
- Como vocalista (2003) (before joining SM*SH)

#### Álbumes
- SM*SH (2011) as a member SM*SH
- Step Forward (2012) as a member SM*SH
- You and Her (2015), solo album

#### Sencillos
- I Heart You (2010)
- Senyum Semangat (2011)
- Ada Cinta (2011)
- Akhiri Saja (2011)
- Selalu Bersama (2011)
- Ahh (2011)
- Cinta Kau Dan Dia (2011)
- Gadisku (2011)
- Pahat Hati (2012)
- Rindu Ini (2013)
- Selalu Tentang Kamu (2013)
- Hello (2013)
- Aku, Kau dan Dia (cover Dhea Ananda) (2015)